# Porretta Terme
Porretta Terme là một thị xã trong tỉnh Bologna, Emilia-Romagna, nước Ý. Tọa độ vào khoảng 44°10′0″B 10°59′0″Đ / 44,16667°B 10,98333°Đ.